# Anton Rimathé
Anton Rimathé (* 20. Juli 1874 in Samedan; † 9. März 1943 in Luzern), heimatberechtigt in Zizers und Zürich, war ein Schweizer Gewerkschaftsfunktionär und Politiker.

## Leben

### Familie
Anton Rimathé war der Sohn des gleichnamigen Postbeamten und dessen Ehefrau Emma (geb. Ambühl).
Elsbeth, die Tochter von Johann Konrad Spiess, wurde im Jahr 1898 seine Ehefrau.
1908 siedelte er nach Zürich über.

### Werdegang
Anton Rimathé besuchte von 1881 bis 1889 die Volksschule und das Gymnasium (siehe Bündner Kantonsschule) in Chur sowie von 1889 bis 1894 das Obere Gymnasium (siehe Gymnasium am Münsterplatz) in Basel.
Er immatrikulierte sich 1894 zu einem katholischen Theologie-Studium an der Universität Basel, das er später an der Universität Strassburg fortsetzte. 1897 legte er das theologische Staatsexamen ab und studierte darauf noch von 1897 bis 1898 Nationalökonomie, Philosophie, Pädagogik, Literatur und Psychologie an der Universität Paris.
Zwischen 1899 und 1900 war er in Basel als Privatlehrer tätig und betätigte sich erstmals journalistisch.
Von 1900 bis 1908 war er Redaktor der Schweizerischen Depeschen-Agentur (siehe Keystone-SDA) und war in dieser Zeit von 1902 bis 1906 Hilfsredaktor der Schweizerischen Eisenbahn-Zeitung; im selben Zeitraum war er auch Mitglied des Verwaltungsrats des Allgemeinen Consumvereins.
Er wurde 1908 Verbandssekretär der Zürcher Vereine der Schweizerischen Lokomotivführer und der Schweizerischen Lokomotivheizer, die sich 1911 geschlossen in Schweizerischen Lokomotivpersonalverband umbenannten; seit 1907 war er auch Redaktor der Verbandszeitung Lokomotive. 1918 beendete er seine Tätigkeit als Sekretär.

### Politisches und gesellschaftliches Wirken
Anton Rimathé wurde 1904 zum Präsidenten des 1886 gegründeten Basler Arbeiterbunds gewählt.
Er war von 1904 bis 1908 sozialdemokratischer Grossrat von Basel-Stadt und von 1910 bis 1925 Mitglied des Grossen Stadtrats von Zürich; in dieser Zeit war er auch Zentralpräsident der Baselstädtischen Strassenbahner.
Von 1911 bis 1917 war er Zürcher Kantonsrat und, als Nachfolger des zurückgetretenen Johannes Sigg, vom 1. November 1916 bis zum 1. November 1919 Nationalrat.
1914 wurde er im Zuge der Gerichtsverhandlungen wegen des Landesstreiks mit angeklagt, weil er am Vorabend des Streiks die Angestellten des städtischen Strassenbahnbetriebs aufgefordert hatte, sich am Generalstreik zu beteiligen. Die Anklage wurde 1915 eingestellt.
Er war von 1911 bis 1915 Mitglied im Zentralkomitee des Schweizerischen Grütlivereins und von 1912 bis 1918 Mitglied der Geschäftsleitung der Sozialdemokratischen Partei der Schweiz.
Anton Rimathé setzte sich für eine Einheitsgewerkschaft des Lokomotivpersonals und der Eisenbahner insgesamt ein; er war jedoch aus gesundheitlichen Gründen gezwungen, sich bereits früh aus Beruf und Politik zurückzuziehen.

## Schriften (Auswahl)
- Das schweizerische Lokomotivpersonal. Buchdr. des Schweiz. Grütlivereins, Zürich 1909.
- Zur Frage der Einheitsorganisation. Genossenschaftsdruckerei, Zürich 1916.